# Kousra
Kousra är en bergstopp i Djibouti. Den ligger i den centrala delen av landet, 50 km nordväst om huvudstaden Djibouti. Toppen på Kousra är 1 360 meter över havet.
Terrängen runt Kousra är huvudsakligen lite bergig. Runt Kousra är det mycket glesbefolkat, med 7 invånare per kvadratkilometer. Närmaste större samhälle är Tadjourah, 16,2 km söder om Kousra. Omgivningarna runt Kousra är i huvudsak ett öppet busklandskap.